# Brigantibunum listoni
 (mai 2021).
Brigantibunum
Genre
Espèce
Brigantibunum listoni, unique représentant du genre Brigantibunum, est une espèce fossile d'opilions eupnois.

## Répartition
Cette espèce a été découverte à East Kirkton en Écosse. Elle date du Carbonifère.

## Description
L'holotype mesure 4 mm.

## Étymologie
Cette espèce est nommée en l'honneur de Jeff Liston.

## Publication originale
- (en) Dunlop & Anderson, « A fossil harvestman (Arachnida, Opiliones) from the Misissippian of East Kirkton, Scotland », The Journal of Arachnology, 2005, vol. 33, no 2, p. 482–489 (lire en ligne).